# Zhu Ting (volley-ball)
Pour les articles homonymes, voir Zhu Ting.
Zhu Ting (chinois simplifié : 朱婷) est une joueuse de volley-ball chinoise née le 29 novembre 1994 à Xian de Dancheng (Henan). Elle mesure 1,98 m et joue au poste de réceptionneuse-attaquante. Elle totalise 75 sélections en équipe de Chine.

## Biographie
Elle est nommée porte-drapeau de la délégation chinoise aux Jeux olympiques d'été de 2020 par le Comité olympique chinois, conjointement avec le taekwondoïste Zhao Shuai.
Le 4 mai 2025, elle devient la première joueuse de l'histoire du volley-ball à remporter cinq titres au cours d'une saison avec deux clubs différents (Vakıfbank Istanbul en 2017-2018, puis avec Imoco Conegliano en 2024-2025).

## Clubs
| Club               | De        | À         |
| ------------------ | --------- | --------- |
| Henan Volleyball   | 2008-2009 | 2012-2013 |
| Guangdong Hengda   | 2013-2013 | 2013-2013 |
| Henan Volleyball   | 2013-2014 | 2015-2016 |
| Vakıfbank İstanbul | 2016-2017 | 2018-2019 |
| Tianjin Volleyball | 2019-2020 | 2020-2021 |
| Scandicci SDB (it) | 2022-2023 | 2023-2024 |
| Imoco Conegliano   | 2024-2025 | en cours  |

## Palmarès

### Équipe nationale
- Jeux olympiques
  -  Vainqueur : 2016 à Rio de Janeiro.
- Championnat du monde
  - Finaliste : 2014.
- Grand Prix Mondial
  - Finaliste : 2013.
- Coupe du monde
  - Vainqueur : 2015, 2019.
- World Grand Champions Cup
  - Vainqueur : 2017.
- Jeux asiatiques
  - Vainqueur : 2018
- Championnat d'Asie et d'Océanie
  - Vainqueur : 2015.
- Championnat du monde des moins de 18 ans
  - Finaliste : 2011.
- Championnat du monde des moins de 20 ans
  - Vainqueur : 2013.
- Championnat d'Asie et d'Océanie des moins de 20 ans
  - Vainqueur : 2012.

### Clubs
- Ligue des champions (3)
  - Vainqueur: 2017, 2018, 2025.
- Championnat du monde des clubs (3)
  - Vainqueur : 2017, 2018, 2024.
- Coupe de la CEV (1) :
  - Vainqueur en 2023.
- Championnat de Turquie
  - Vainqueur : 2018, 2019.
- Coupe de Turquie
  - Vainqueur: 2018.
  - Finaliste : 2017.
- Supercoupe de Turquie
  - Vainqueur : 2017.
  - Finaliste : 2018.
- Championnat de Chine
  - Vainqueur : 2020, 2021.
- Championnat d'Italie (1)
  - Vainqueur : 2025.
  - Finaliste : 2024.
- Coupe d'Italie (1)
  - Vainqueur : 2025.
- Supercoupe d'Italie (1)
  - Vainqueur : 2024.

### Distinctions individuelles
- Championnat d'Asie et d'Océanie de volley-ball féminin des moins de 20 ans 2012: Meilleure attaquante et MVP.
- Championnat du monde de volley-ball féminin des moins de 20 ans 2013: Meilleure réceptionneuse-attaquante et MVP[4].
- Grand Prix mondial de volley-ball 2013 : Meilleure réceptionneuse-attaquante.
- Championnat d'Asie et d'Océanie de volley-ball féminin 2013 : Meilleur attaquante.
- Championnat du monde des clubs de volley-ball féminin 2013: Meilleure marqueuse.
- Championnat du monde de volley-ball féminin 2014 : Meilleure marqueuse et meilleure réceptionneuse-attaquante [5].
- Championnat d'Asie et d'Océanie de volley-ball féminin 2015 : Meilleure réceptionneuse-attaquante et MVP.
- Coupe du monde de volley-ball féminin 2015: MVP[6].
- Jeux olympiques d'été de 2016: Meilleure réceptionneuse-attaquante et MVP[7].
- Championnat du monde des clubs de volley-ball féminin 2016 : Meilleure réceptionneuse-attaquante[8].
- Ligue des champions de volley-ball féminin 2016-2017: MVP[9].
- Championnat du monde des clubs de volley-ball féminin 2017 : Meilleure réceptionneuse-attaquante et MVP[10].
- Grand Prix mondial de volley-ball 2017: Meilleure réceptionneuse-attaquante[11].
- World Grand Champions Cup féminine 2017: Meilleure réceptionneuse-attaquante et MVP[12].
- Ligue des champions de volley-ball féminin 2017-2018: Meilleure réceptionneuse-attaquante[13].
- Championnat du monde des clubs de volley-ball féminin 2018 : Meilleure récepionneuse-attaquante et MVP[14]
- Ligue des nations féminine de volley-ball 2018: Meilleure réceptionneuse-attaquante.
- Championnat du monde féminin de volley-ball 2018: Meilleure réceptionneuse-attaquante[15]
- Coupe du monde de volley-ball féminin 2019: Meilleure réceptionneuse-attaquante et MVP[16].